# Distrikt Paruro
Der Distrikt Paruro liegt in der Provinz Paruro in der Region Cusco in Südzentral-Peru. Der Distrikt wurde am 21. Juni 1825 gegründet. Er besitzt eine Fläche von 153 km². Beim Zensus 2017 lebten 3486 Einwohner im Distrikt. Im Jahr 1993 lag die Einwohnerzahl bei 4103, im Jahr 2007 bei 3512. Die Distriktverwaltung befindet sich in der 3068 m hoch gelegenen Provinzhauptstadt Paruro mit 1943 Einwohnern (Stand 2017).

## Geographische Lage
Der Distrikt Paruro befindet sich im Andenhochland im nördlichen Osten der Provinz Paruro. Der Río Apurímac fließt entlang der Grenze des Distrikts im äußersten Süden nach Westen. Der Distrikt erstreckt sich weitgehend über das Einzugsgebiet dessen rechten Nebenflusses Río Paruro.
Der Distrikt Paruro grenzt im Westen an den Distrikt Paccaritambo, im Nordwesten an den Distrikt Yaurisque, im Nordosten an den Distrikt Lucre (Provinz Quispicanchi), im Südosten an den Distrikt Rondocan (Provinz Acomayo) sowie im äußersten Süden an den Distrikt Colcha.